# Nikolaj Zonew
Nikolaj Georgiew Zonew (auch Nikolay Georgiev Zonev geschrieben, bulgarisch Николай Георгиев Цонев; * 9. Juni 1956 in Pernik) ist ein bulgarischer Politiker und Offizier.

## Leben
Nikolaj Zonew wurde in der westbulgarischen Stadt Pernik geboren. Er studierte Artillerie an der Wassil-Lewski-Militärakademie Weliko Tarnowo und war ab 1978 Offizier in der bulgarischen Volksarmee. Zwischen 1986 und 1989 studierte er an der Sowjetischen Militärakademie in Kiew.
1992 verließ er die Armee. In den Jahren danach war er in der Leitung mehrere Unternehmen, darunter die Großbäckerei Chilana (bulg. Нилана). 1996 absolvierte er ein Studium zum Buchhaltung an der Universität für National- und Weltwirtschaft und 2005 Philosophie an der St.-Kliment-Ohridski-Universität Sofia.
Zwischen 1999 und 2000 war Zonew Leiter der Abteilung Leitung im Verteidigungsministerium. 2001 wurde er Berater des Verteidigungsministers Nikolaj Swinarow. Ein Jahr später wurde er Zonew Leiter der „Abteilung Soziales“ im Ministerium. Am 24. April 2008 wurde Zonew zum Verteidigungsminister im Kabinett Stanischews. Er blieb auf diesem Posten bis zu den Parlamentswahlen von 2009, als die Regierende Bulgarische Sozialistische Partei eine Niederlage erlitt. Sein Nachfolger als Verteidigungsminister wurde Nikolaj Mladenow.
Nach seiner Amtszeit wurde der ehemalige Verteidigungsminister Nikolaj Zonew am 1. April 2010 wegen versuchter Bestechung und Korruption festgenommen. Am 1. Juni 2012 wurde er in einem weiteren Fall vom Bulgarischen Amtsgericht freigesprochen.